# Aedes karwari
Aedes karwari är en tvåvingeart som först beskrevs av Philip James Barraud 1924.  Aedes karwari ingår i släktet Aedes och familjen stickmyggor. Inga underarter finns listade i Catalogue of Life.